# Maria Fletcher
Maria Fletcher, née le 23 juin 1942 à Asheville, en Caroline du Nord aux États-Unis, est couronnée Miss Asheville 1961, Miss Caroline du Nord (en) 1961, puis Miss America 1962.